# Heteropterys chrysophylla
Heteropterys chrysophylla är en tvåhjärtbladig växtart som först beskrevs av Jean-Baptiste de Lamarck, och fick sitt nu gällande namn av Dc.. Heteropterys chrysophylla ingår i släktet Heteropterys och familjen Malpighiaceae. Inga underarter finns listade i Catalogue of Life.